# Flaming Moe’s
«Flaming Moe’s» (с англ. — «Горючий Мо») — десятый эпизод третьего сезона мультсериала «Симпсоны». Премьера состоялась 21 ноября 1991 года.

## Сюжет
Мо и его таверна переживают серьёзные финансовые затруднения. После того как у Мо закончилось пиво, Гомер открывает ему секрет рецепта напитка, придуманного им как-то ночью, который называется «Горючий Гомер».
Гомер объяснил, что, однажды, Пэтти и Сельма пришли в гости к Симпсонам, чтобы показать свою коллекцию слайдов из их последнего летнего отпуска. В тот вечер Гомер обнаружил, что в их доме закончилось пиво и не придумал ничего лучшего, как смешать коктейль из разных напитков, имеющихся дома, включая детский сироп от кашля. Пэтти случайно подожгла коктейль, уронив туда пепел от сигареты. Так Гомер обнаружил, что огонь делает его напиток гораздо вкуснее.
Мо украл рецепт Гомера и стал продавать коктейль «Горючий Мо», выдавая рецепт за собственный. Скоро коктейль стал очень популярен среди жителей города и Таверна Мо стала самым модным ночным клубом Спрингфилда. Гомер очень разозлился на Мо и поклялся никогда больше не появляться в его таверне. Мо и его предательство стали навязчивой идеей Гомера. После того, как официантка Мо обнаружила, что он украл рецепт коктейля у своего друга, она убедила Мо продать рецепт, а половину денег отдать Гомеру, и поскольку голос совести в нём не угас, он решил так и поступить. Владельцы сети ресторанов, заинтересованные в покупке рецепта, пообещали Мо один миллион долларов. Мо уже собирался подписать контракт, когда доведённый до безумия Гомер пробрался в бар и, не зная о сулящих ему деньгах, рассказал секретный ингредиент напитка — детский сироп от кашля.
Через несколько дней уже все рестораны в Спрингфилде начали продавать «Горючий Мо» (под немного изменёнными названиями, например, «Знаменитый Мо» и «Горючий Му»), из-за этого таверна Мо вернулась к привычному запустевшему состоянию, Мо и Гомер простили друг друга и вновь стали друзьями.